# Tour de l'Ain 2024
La 36e édition du Tour de l'Ain se déroule du 13 au 15 juillet 2024. La course fait partie du calendrier UCI Europe Tour 2024 en catégorie 2.1.

## Présentation

### Équipes
Classé en catégorie 2.1 de l'UCI Europe Tour, le Tour de l'Ain est par conséquent ouvert aux WorldTeams dans la limite de 50 % des équipes participantes, aux équipes continentales professionnelles, aux équipes continentales et aux équipes nationales.
| WorldTeams (6)- Decathlon-AG2R La Mondiale - Groupama-FDJ - EF Education-EasyPost - Arkéa-B&B Hotels - Cofidis - Movistar Team ProTeam- TotalEnergies Équipes continentales (6)- CIC U Nantes Atlantique - Saint Michel-Mavic-Auber 93 - Van Rysel-Roubaix - Nice Métropole Côte d'Azur - Bike Aid - Trinity Racing Équipe nationale- Allemagne espoirs |
| |

## Étapes
Le Tour de l'Ain est constitué de trois étapes en ligne.
| Étape     | Date      | Villes étapes                     | type                      | Distance (km) | Vainqueur d'étape | Leader du classement général |
| --------- | --------- | --------------------------------- | ------------------------- | ------------- | ----------------- | ---------------------------- |
| 1re étape | 13 juill. | Laiz – Bourg-en-Bresse            | étape de plaine           | 133           | Fergus Browning   | Fergus Browning              |
| 2e étape  | 14 juill. | Saint-Vulbas – station Monts Jura | étape de montagne         | 155           | Alexander Cepeda  | Alexander Cepeda             |
| 3e étape  | 15 juill. | Lagnieu – île Chambod             | étape de moyenne montagne | 153           | Rémi Capron       | Alexander Cepeda             |

## Déroulement de la course

### 1reétape
| \| Classement de l'étape \| Classement de l'étape \| Classement de l'étape \| Classement de l'étape \| Classement de l'étape \| \| Coureur \| Coureur \| Pays \| Équipe \| Temps \| \| --------------------- \| --------------------- \| --------------------- \| -------------------------- \| --------------------- \| \| 1er \| Fergus Browning \| Australie \| Trinity Racing \| 3 h 04 min 48 s \| \| 2e \| Laurence Pithie \| Nouvelle-Zélande \| Groupama-FDJ \| + 0 s \| \| 3e \| Tobias Müller \| Allemagne \| Allemagne espoirs \| + 0 s \| \| 4e \| Maël Guégan \| France \| CIC U Nantes Atlantique \| + 0 s \| \| 5e \| Davide Cimolai \| Italie \| Movistar Team \| + 0 s \| \| 6e \| Stefano Oldani \| Italie \| Cofidis \| + 0 s \| \| 7e \| Jason Tesson \| France \| TotalEnergies \| + 0 s \| \| 8e \| Paul Hennequin \| France \| Nice Métropole Côte d'Azur \| + 0 s \| \| 9e \| Yoel Habteab \| Érythrée \| Bike Aid \| + 0 s \| \| 10e \| Alexander Konijn \| Pays-Bas \| Nice Métropole Côte d'Azur \| + 0 s \| |                  |                  |                            |                 |
| |                  |                  |                            |                 |
| Source : ProCyclingStats |                  |                  |                            |                 |
| Classement de l'étape |                  |                  |                            |                 |
| Coureur | Coureur          | Pays             | Équipe                     | Temps           |
| 1er | Fergus Browning  | Australie        | Trinity Racing             | 3 h 04 min 48 s |
| 2e | Laurence Pithie  | Nouvelle-Zélande | Groupama-FDJ               | + 0 s           |
| 3e | Tobias Müller    | Allemagne        | Allemagne espoirs          | + 0 s           |
| 4e | Maël Guégan      | France           | CIC U Nantes Atlantique    | + 0 s           |
| 5e | Davide Cimolai   | Italie           | Movistar Team              | + 0 s           |
| 6e | Stefano Oldani   | Italie           | Cofidis                    | + 0 s           |
| 7e | Jason Tesson     | France           | TotalEnergies              | + 0 s           |
| 8e | Paul Hennequin   | France           | Nice Métropole Côte d'Azur | + 0 s           |
| 9e | Yoel Habteab     | Érythrée         | Bike Aid                   | + 0 s           |
| 10e | Alexander Konijn | Pays-Bas         | Nice Métropole Côte d'Azur | + 0 s           |

| \| Classement général \| Classement général \| Classement général \| Classement général \| Classement général \| \| Coureur \| Coureur \| Pays \| Équipe \| Temps \| \| ------------------ \| ------------------ \| ------------------ \| -------------------------- \| ------------------ \| \| 1er \| Fergus Browning \| Australie \| Trinity Racing \| 3 h 04 min 35 s \| \| 2e \| Laurence Pithie \| Nouvelle-Zélande \| Groupama-FDJ \| + 7 s \| \| 3e \| Tobias Müller \| Allemagne \| Allemagne espoirs \| + 9 s \| \| 4e \| Rudy Molard \| France \| Groupama-FDJ \| + 12 s \| \| 5e \| Maël Guégan \| France \| CIC U Nantes Atlantique \| + 13 s \| \| 6e \| Davide Cimolai \| Italie \| Movistar Team \| + 13 s \| \| 7e \| Stefano Oldani \| Italie \| Cofidis \| + 13 s \| \| 8e \| Jason Tesson \| France \| TotalEnergies \| + 13 s \| \| 9e \| Paul Hennequin \| France \| Nice Métropole Côte d'Azur \| + 13 s \| \| 10e \| Yoel Habteab \| Érythrée \| Bike Aid \| + 13 s \| |                 |                  |                            |                 |
| |                 |                  |                            |                 |
| Source : ProCyclingStats |                 |                  |                            |                 |
| Classement général |                 |                  |                            |                 |
| Coureur | Coureur         | Pays             | Équipe                     | Temps           |
| 1er | Fergus Browning | Australie        | Trinity Racing             | 3 h 04 min 35 s |
| 2e | Laurence Pithie | Nouvelle-Zélande | Groupama-FDJ               | + 7 s           |
| 3e | Tobias Müller   | Allemagne        | Allemagne espoirs          | + 9 s           |
| 4e | Rudy Molard     | France           | Groupama-FDJ               | + 12 s          |
| 5e | Maël Guégan     | France           | CIC U Nantes Atlantique    | + 13 s          |
| 6e | Davide Cimolai  | Italie           | Movistar Team              | + 13 s          |
| 7e | Stefano Oldani  | Italie           | Cofidis                    | + 13 s          |
| 8e | Jason Tesson    | France           | TotalEnergies              | + 13 s          |
| 9e | Paul Hennequin  | France           | Nice Métropole Côte d'Azur | + 13 s          |
| 10e | Yoel Habteab    | Érythrée         | Bike Aid                   | + 13 s          |

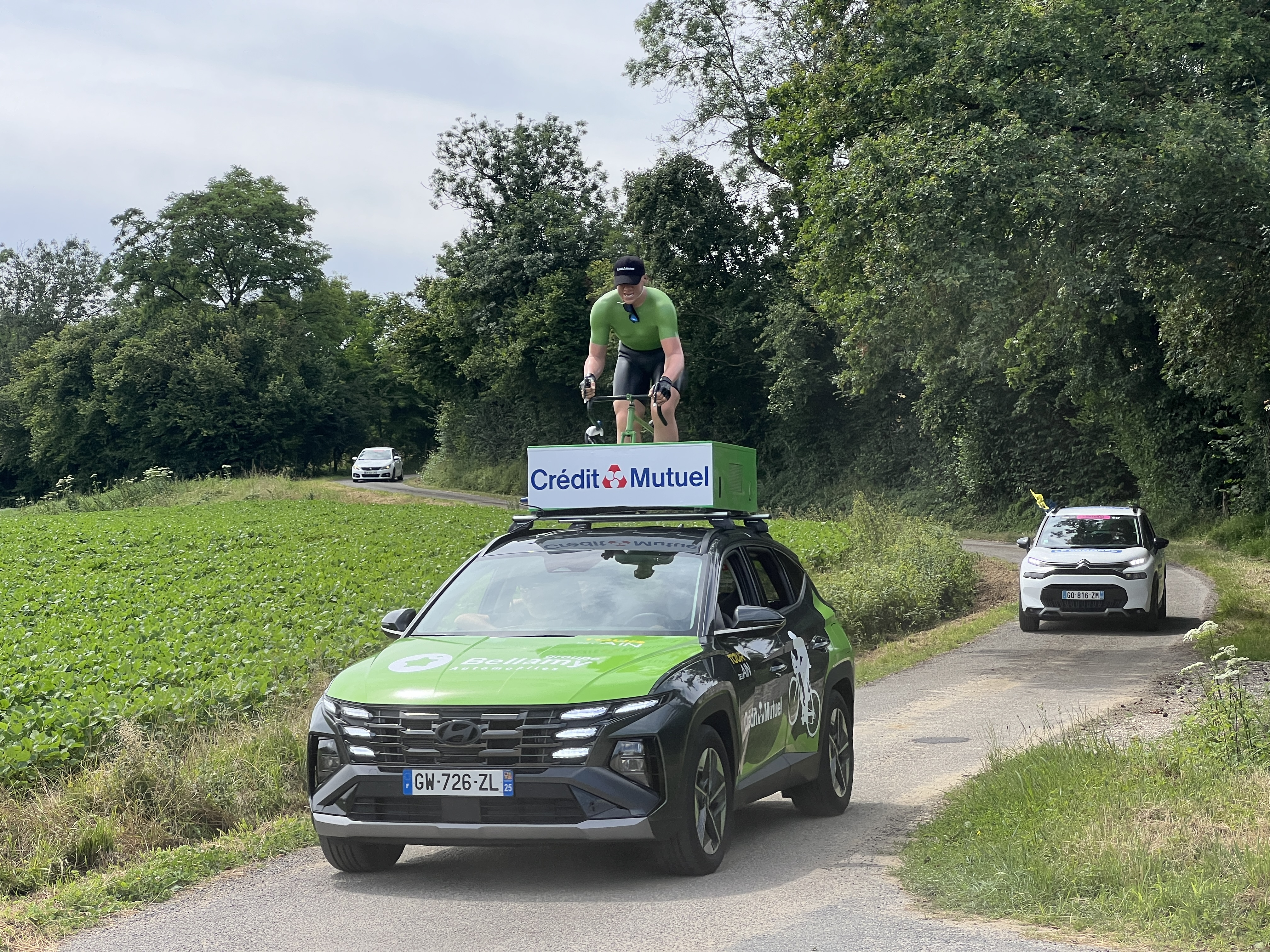
La caravane aux Gambys à Saint-Cyr-sur-Menthon.
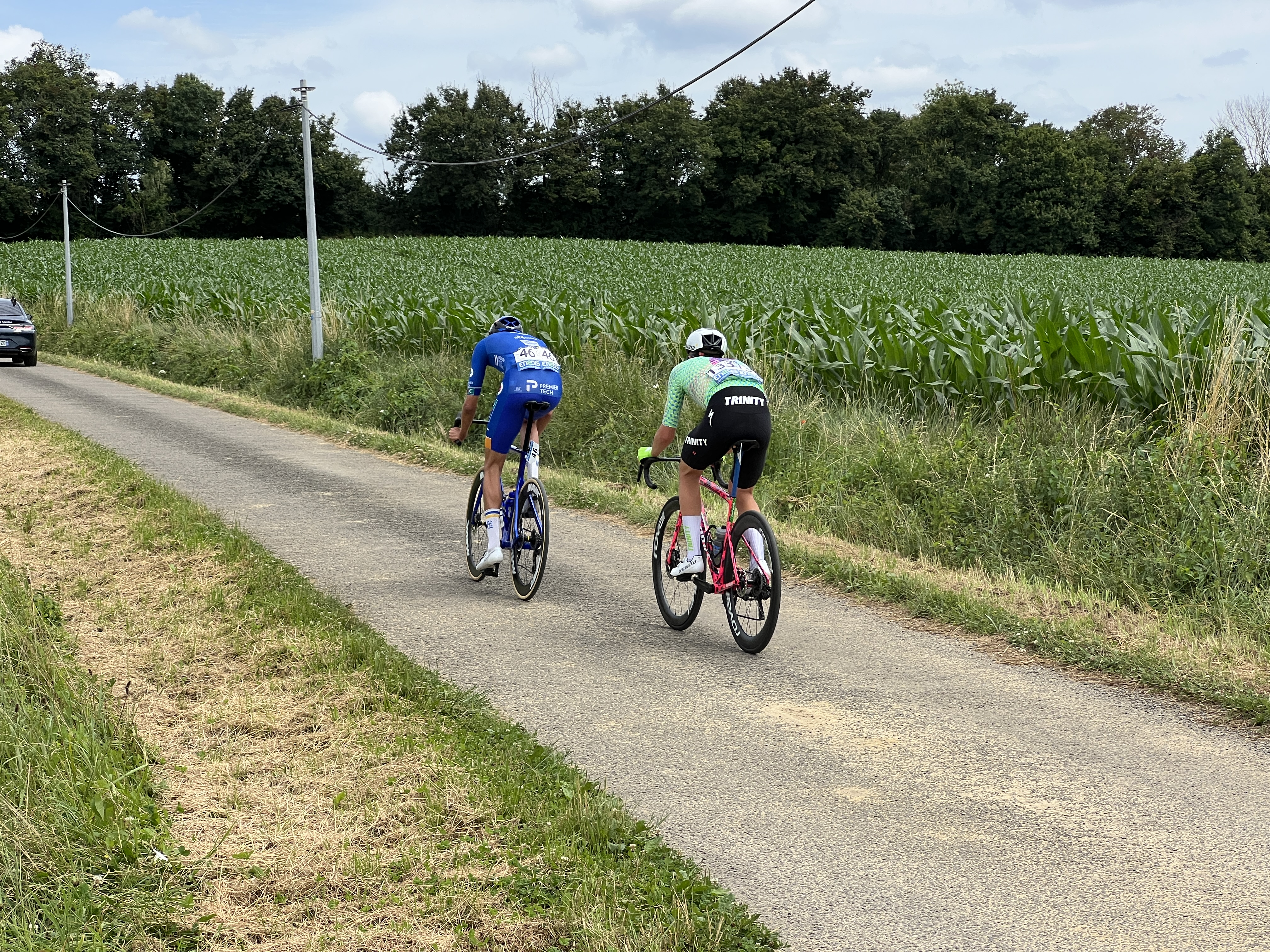
La tête de la course.
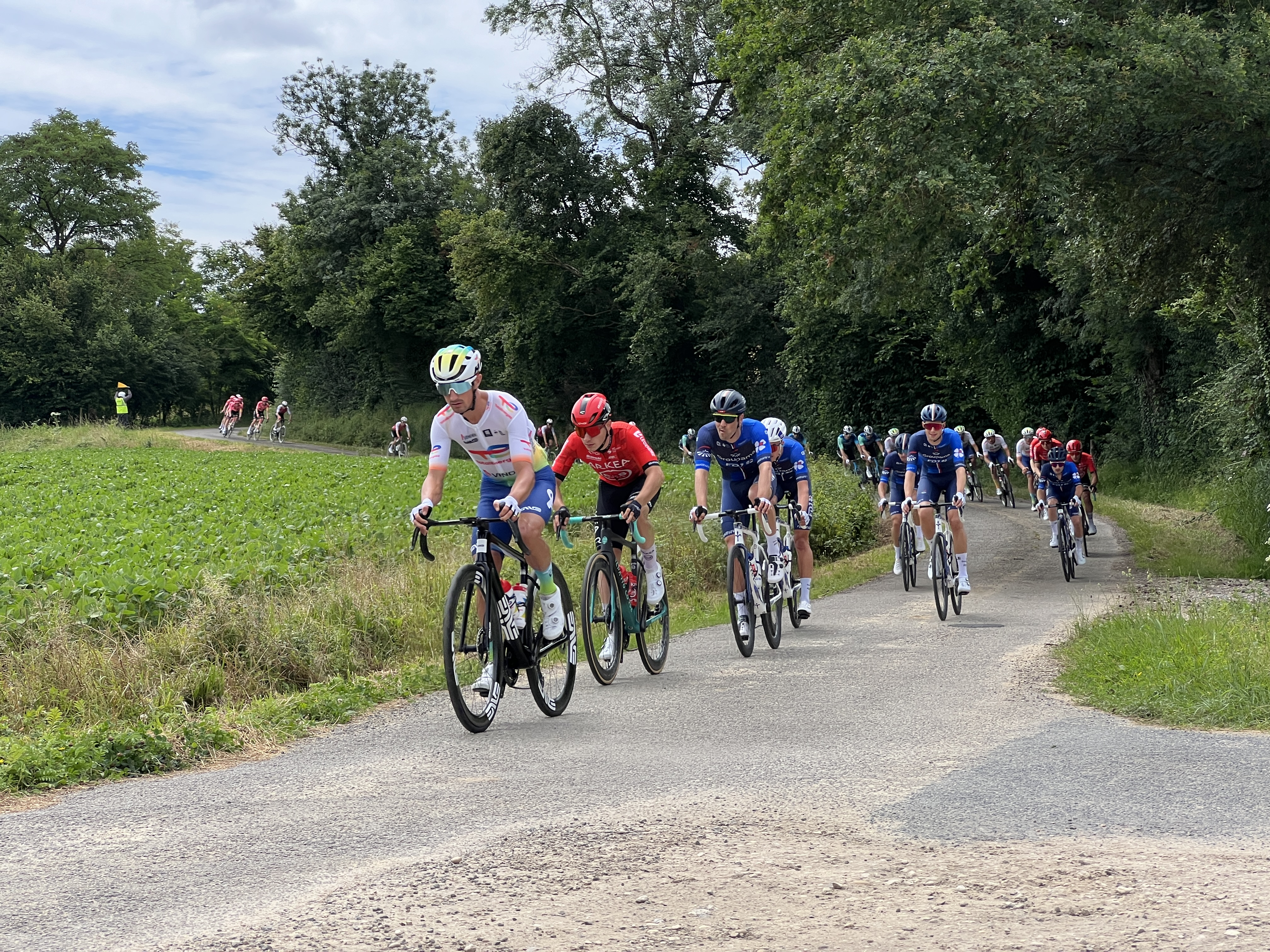
Le peloton.

### 2eétape
| \| Classement de l'étape \| Classement de l'étape \| Classement de l'étape \| Classement de l'étape \| Classement de l'étape \| \| Coureur \| Coureur \| Pays \| Équipe \| Temps \| \| --------------------- \| --------------------- \| --------------------- \| --------------------------- \| --------------------- \| \| 1er \| Alexander Cepeda \| Équateur \| EF Education-EasyPost \| 3 h 50 min 20 s \| \| 2e \| Stefano Oldani \| Italie \| Cofidis \| + 28 s \| \| 3e \| Rudy Molard \| France \| Groupama-FDJ \| + 28 s \| \| 4e \| Tom Donnenwirth \| France \| Decathlon-AG2R La Mondiale \| + 28 s \| \| 5e \| Antonio Pedrero \| Espagne \| Movistar Team \| + 28 s \| \| 6e \| Archie Ryan \| Irlande \| EF Education-EasyPost \| + 28 s \| \| 7e \| Nicolas Breuillard \| France \| Saint Michel-Mavic-Auber 93 \| + 28 s \| \| 8e \| Rémy Rochas \| France \| Groupama-FDJ \| + 28 s \| \| 9e \| Rémi Capron \| France \| Van Rysel-Roubaix \| + 28 s \| \| 10e \| Michel Ries \| Luxembourg \| Arkéa-B&B Hotels \| + 28 s \| |                    |            |                             |                 |
| |                    |            |                             |                 |
| Source : ProCyclingStats |                    |            |                             |                 |
| Classement de l'étape |                    |            |                             |                 |
| Coureur | Coureur            | Pays       | Équipe                      | Temps           |
| 1er | Alexander Cepeda   | Équateur   | EF Education-EasyPost       | 3 h 50 min 20 s |
| 2e | Stefano Oldani     | Italie     | Cofidis                     | + 28 s          |
| 3e | Rudy Molard        | France     | Groupama-FDJ                | + 28 s          |
| 4e | Tom Donnenwirth    | France     | Decathlon-AG2R La Mondiale  | + 28 s          |
| 5e | Antonio Pedrero    | Espagne    | Movistar Team               | + 28 s          |
| 6e | Archie Ryan        | Irlande    | EF Education-EasyPost       | + 28 s          |
| 7e | Nicolas Breuillard | France     | Saint Michel-Mavic-Auber 93 | + 28 s          |
| 8e | Rémy Rochas        | France     | Groupama-FDJ                | + 28 s          |
| 9e | Rémi Capron        | France     | Van Rysel-Roubaix           | + 28 s          |
| 10e | Michel Ries        | Luxembourg | Arkéa-B&B Hotels            | + 28 s          |

| \| Classement général \| Classement général \| Classement général \| Classement général \| Classement général \| \| Coureur \| Coureur \| Pays \| Équipe \| Temps \| \| ------------------ \| ------------------ \| ------------------ \| --------------------------- \| ------------------ \| \| 1er \| Alexander Cepeda \| Équateur \| EF Education-EasyPost \| 6 h 54 min 58 s \| \| 2e \| Stefano Oldani \| Italie \| Cofidis \| + 32 s \| \| 3e \| Rudy Molard \| France \| Groupama-FDJ \| + 33 s \| \| 4e \| Rémy Rochas \| France \| Groupama-FDJ \| + 38 s \| \| 5e \| Rémi Capron \| France \| Van Rysel-Roubaix \| + 38 s \| \| 6e \| Tom Donnenwirth \| France \| Decathlon-AG2R La Mondiale \| + 38 s \| \| 7e \| Nicolas Breuillard \| France \| Saint Michel-Mavic-Auber 93 \| + 38 s \| \| 8e \| Victor Lafay \| France \| Decathlon-AG2R La Mondiale \| + 38 s \| \| 9e \| Ben Hermans \| Belgique \| Cofidis \| + 38 s \| \| 10e \| Archie Ryan \| Irlande \| EF Education-EasyPost \| + 38 s \| |                    |          |                             |                 |
| |                    |          |                             |                 |
| Source : ProCyclingStats |                    |          |                             |                 |
| Classement général |                    |          |                             |                 |
| Coureur | Coureur            | Pays     | Équipe                      | Temps           |
| 1er | Alexander Cepeda   | Équateur | EF Education-EasyPost       | 6 h 54 min 58 s |
| 2e | Stefano Oldani     | Italie   | Cofidis                     | + 32 s          |
| 3e | Rudy Molard        | France   | Groupama-FDJ                | + 33 s          |
| 4e | Rémy Rochas        | France   | Groupama-FDJ                | + 38 s          |
| 5e | Rémi Capron        | France   | Van Rysel-Roubaix           | + 38 s          |
| 6e | Tom Donnenwirth    | France   | Decathlon-AG2R La Mondiale  | + 38 s          |
| 7e | Nicolas Breuillard | France   | Saint Michel-Mavic-Auber 93 | + 38 s          |
| 8e | Victor Lafay       | France   | Decathlon-AG2R La Mondiale  | + 38 s          |
| 9e | Ben Hermans        | Belgique | Cofidis                     | + 38 s          |
| 10e | Archie Ryan        | Irlande  | EF Education-EasyPost       | + 38 s          |

### 3eétape
| \| Classement de l'étape \| Classement de l'étape \| Classement de l'étape \| Classement de l'étape \| Classement de l'étape \| \| Coureur \| Coureur \| Pays \| Équipe \| Temps \| \| --------------------- \| --------------------- \| --------------------- \| --------------------------- \| --------------------- \| \| 1er \| Rémi Capron \| France \| Van Rysel-Roubaix \| 3 h 44 min 21 s \| \| 2e \| Tom Donnenwirth \| France \| Decathlon-AG2R La Mondiale \| + 0 s \| \| 3e \| Nicolas Breuillard \| France \| Saint Michel-Mavic-Auber 93 \| + 0 s \| \| 4e \| Rudy Molard \| France \| Groupama-FDJ \| + 0 s \| \| 5e \| Stefano Oldani \| Italie \| Cofidis \| + 0 s \| \| 6e \| Ben Hermans \| Belgique \| Cofidis \| + 0 s \| \| 7e \| Sergio Samitier \| Espagne \| Movistar Team \| + 0 s \| \| 8e \| Victor Lafay \| France \| Decathlon-AG2R La Mondiale \| + 0 s \| \| 9e \| Archie Ryan \| Irlande \| EF Education-EasyPost \| + 0 s \| \| 10e \| Clément Braz Afonso \| France \| CIC U Nantes Atlantique \| + 0 s \| |                     |          |                             |                 |
| |                     |          |                             |                 |
| Source : ProCyclingStats |                     |          |                             |                 |
| Classement de l'étape |                     |          |                             |                 |
| Coureur | Coureur             | Pays     | Équipe                      | Temps           |
| 1er | Rémi Capron         | France   | Van Rysel-Roubaix           | 3 h 44 min 21 s |
| 2e | Tom Donnenwirth     | France   | Decathlon-AG2R La Mondiale  | + 0 s           |
| 3e | Nicolas Breuillard  | France   | Saint Michel-Mavic-Auber 93 | + 0 s           |
| 4e | Rudy Molard         | France   | Groupama-FDJ                | + 0 s           |
| 5e | Stefano Oldani      | Italie   | Cofidis                     | + 0 s           |
| 6e | Ben Hermans         | Belgique | Cofidis                     | + 0 s           |
| 7e | Sergio Samitier     | Espagne  | Movistar Team               | + 0 s           |
| 8e | Victor Lafay        | France   | Decathlon-AG2R La Mondiale  | + 0 s           |
| 9e | Archie Ryan         | Irlande  | EF Education-EasyPost       | + 0 s           |
| 10e | Clément Braz Afonso | France   | CIC U Nantes Atlantique     | + 0 s           |

| \| Classement général \| Classement général \| Classement général \| Classement général \| Classement général \| \| Coureur \| Coureur \| Pays \| Équipe \| Temps \| \| ------------------ \| ------------------ \| ------------------ \| --------------------------- \| ------------------ \| \| 1er \| Alexander Cepeda \| Équateur \| EF Education-EasyPost \| 10 h 39 min 23 s \| \| 2e \| Rémi Capron \| France \| Van Rysel-Roubaix \| + 24 s \| \| 3e \| Stefano Oldani \| Italie \| Cofidis \| + 28 s \| \| 4e \| Tom Donnenwirth \| France \| Decathlon-AG2R La Mondiale \| + 28 s \| \| 5e \| Rudy Molard \| France \| Groupama-FDJ \| + 29 s \| \| 6e \| Nicolas Breuillard \| France \| Saint Michel-Mavic-Auber 93 \| + 30 s \| \| 7e \| Victor Lafay \| France \| Decathlon-AG2R La Mondiale \| + 34 s \| \| 8e \| Ben Hermans \| Belgique \| Cofidis \| + 34 s \| \| 9e \| Archie Ryan \| Irlande \| EF Education-EasyPost \| + 34 s \| \| 10e \| Antonio Pedrero \| Espagne \| Movistar Team \| + 34 s \| |                    |          |                             |                  |
| |                    |          |                             |                  |
| Source : ProCyclingStats |                    |          |                             |                  |
| Classement général |                    |          |                             |                  |
| Coureur | Coureur            | Pays     | Équipe                      | Temps            |
| 1er | Alexander Cepeda   | Équateur | EF Education-EasyPost       | 10 h 39 min 23 s |
| 2e | Rémi Capron        | France   | Van Rysel-Roubaix           | + 24 s           |
| 3e | Stefano Oldani     | Italie   | Cofidis                     | + 28 s           |
| 4e | Tom Donnenwirth    | France   | Decathlon-AG2R La Mondiale  | + 28 s           |
| 5e | Rudy Molard        | France   | Groupama-FDJ                | + 29 s           |
| 6e | Nicolas Breuillard | France   | Saint Michel-Mavic-Auber 93 | + 30 s           |
| 7e | Victor Lafay       | France   | Decathlon-AG2R La Mondiale  | + 34 s           |
| 8e | Ben Hermans        | Belgique | Cofidis                     | + 34 s           |
| 9e | Archie Ryan        | Irlande  | EF Education-EasyPost       | + 34 s           |
| 10e | Antonio Pedrero    | Espagne  | Movistar Team               | + 34 s           |

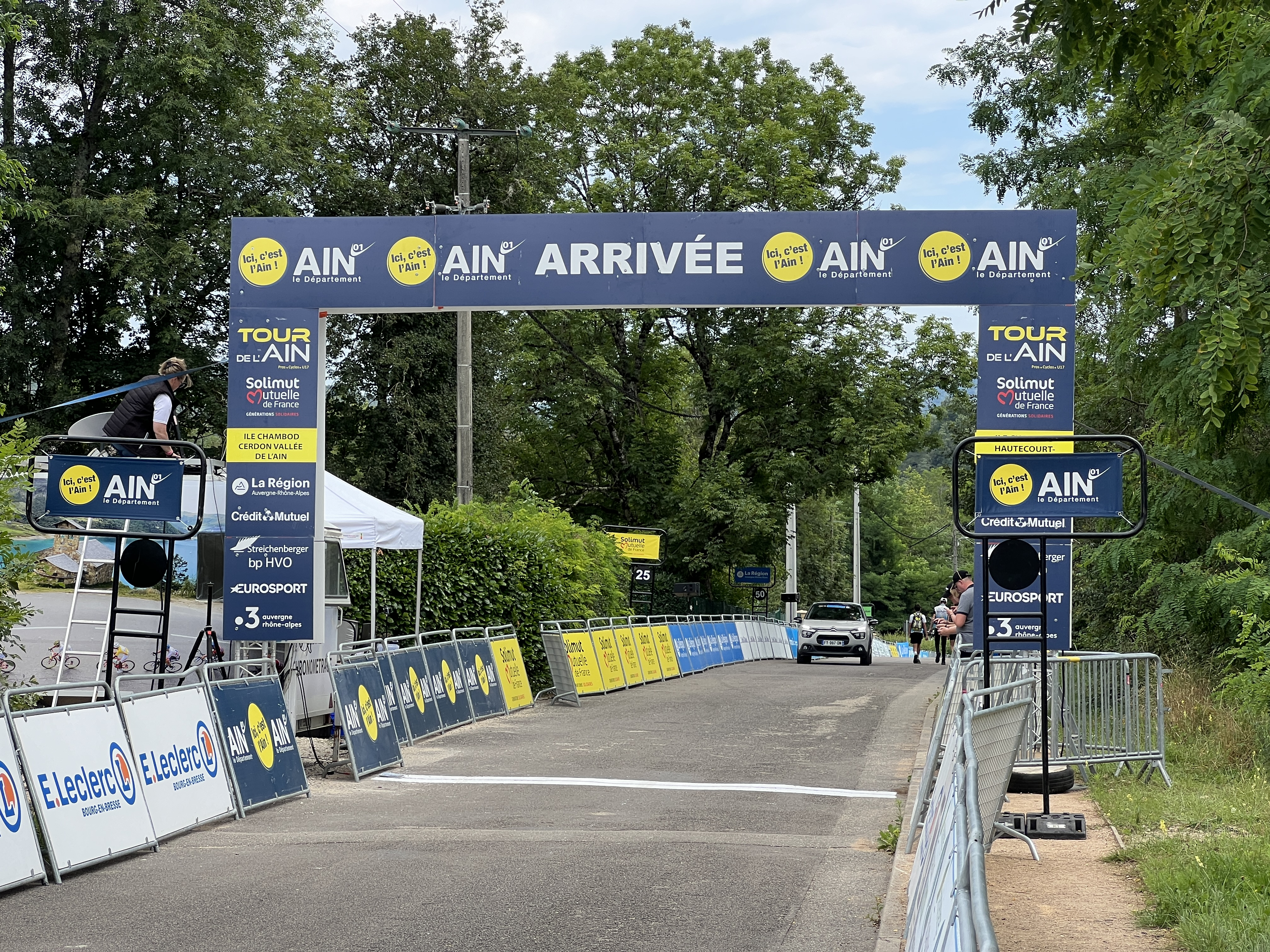
La ligne d'arrivée.
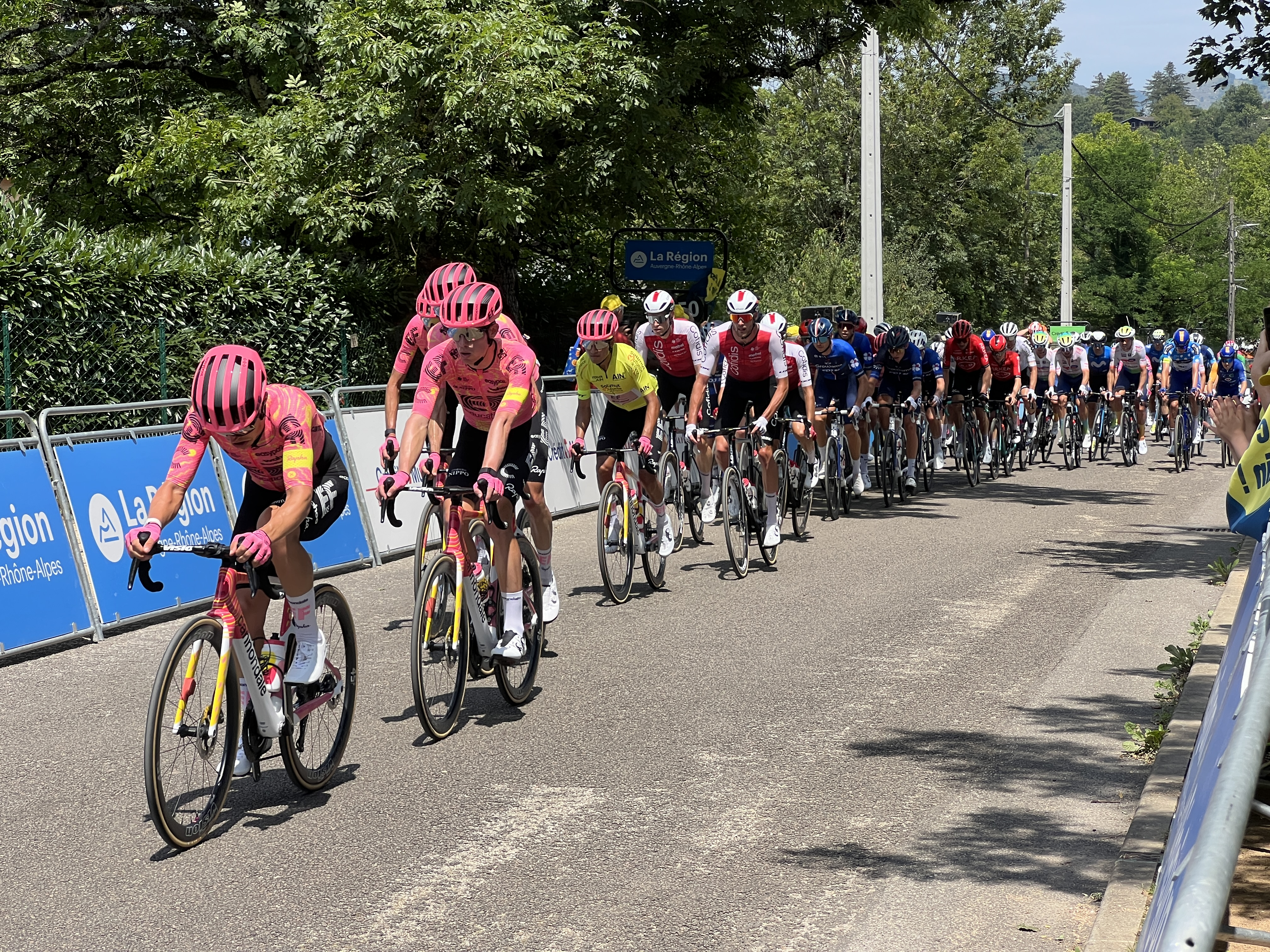
Le peloton au premier passage sur la ligne d'arrivée.
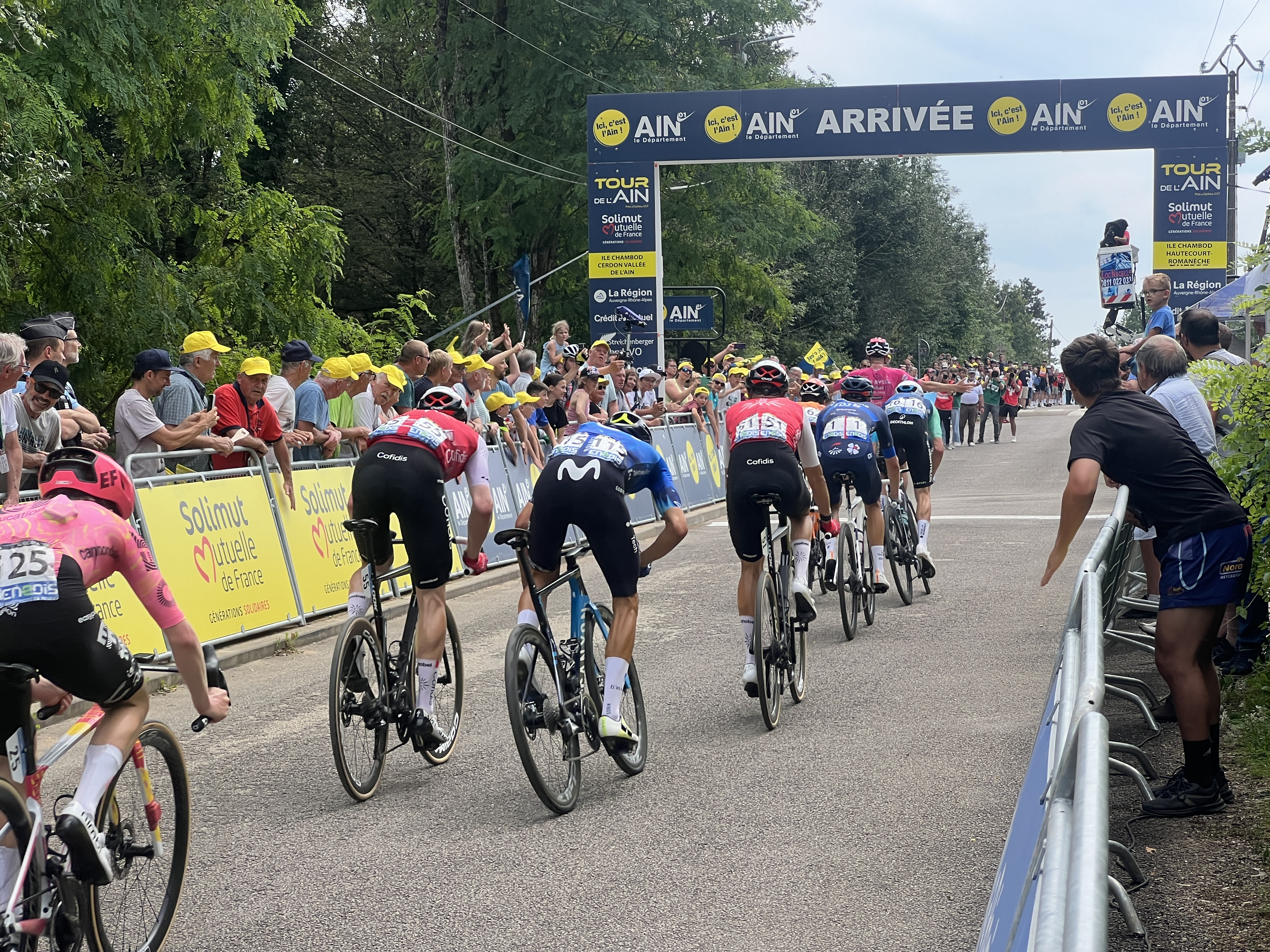
La tête de la course à l'arrivée.

## Classements finals

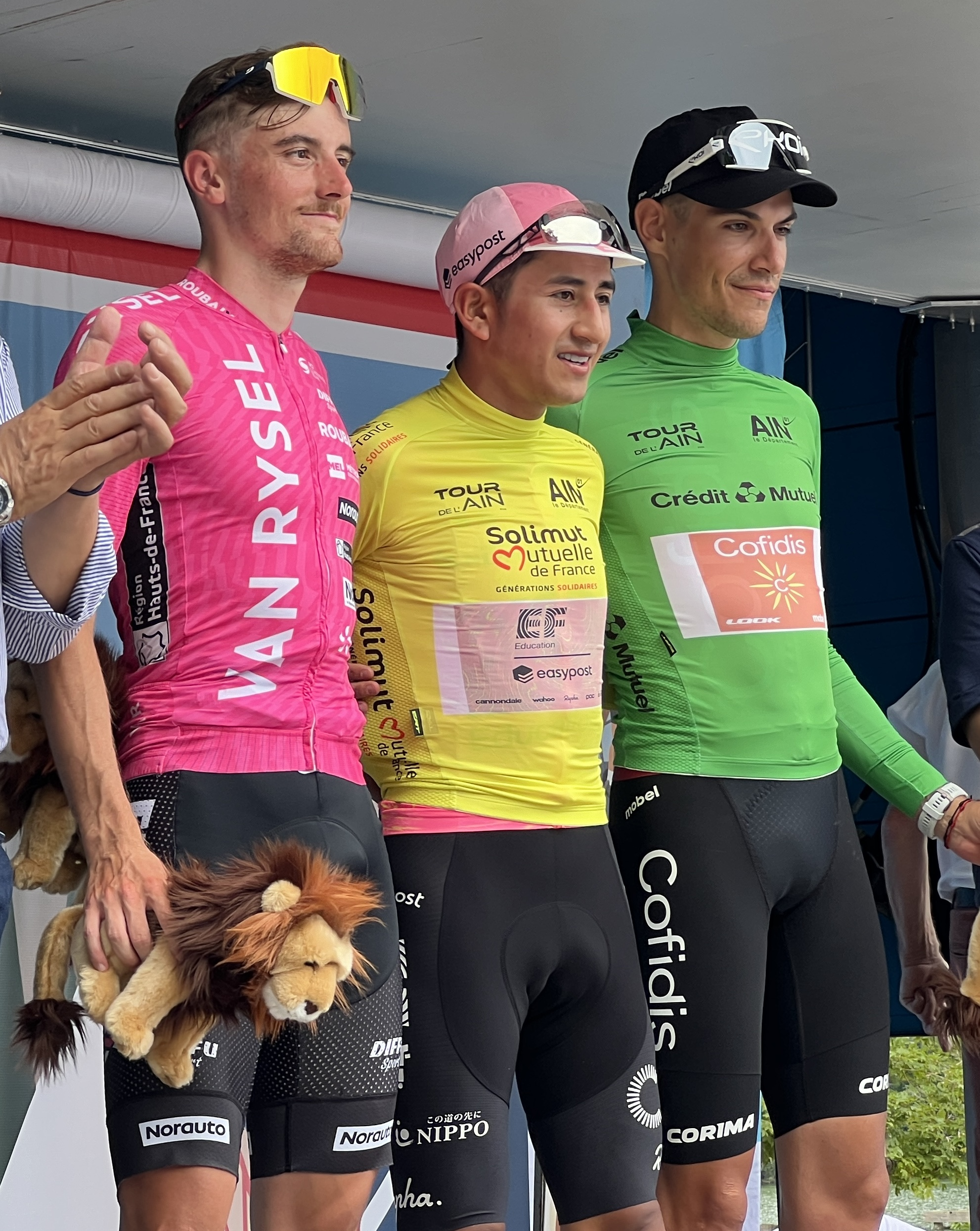
Les trois premiers du classement général.
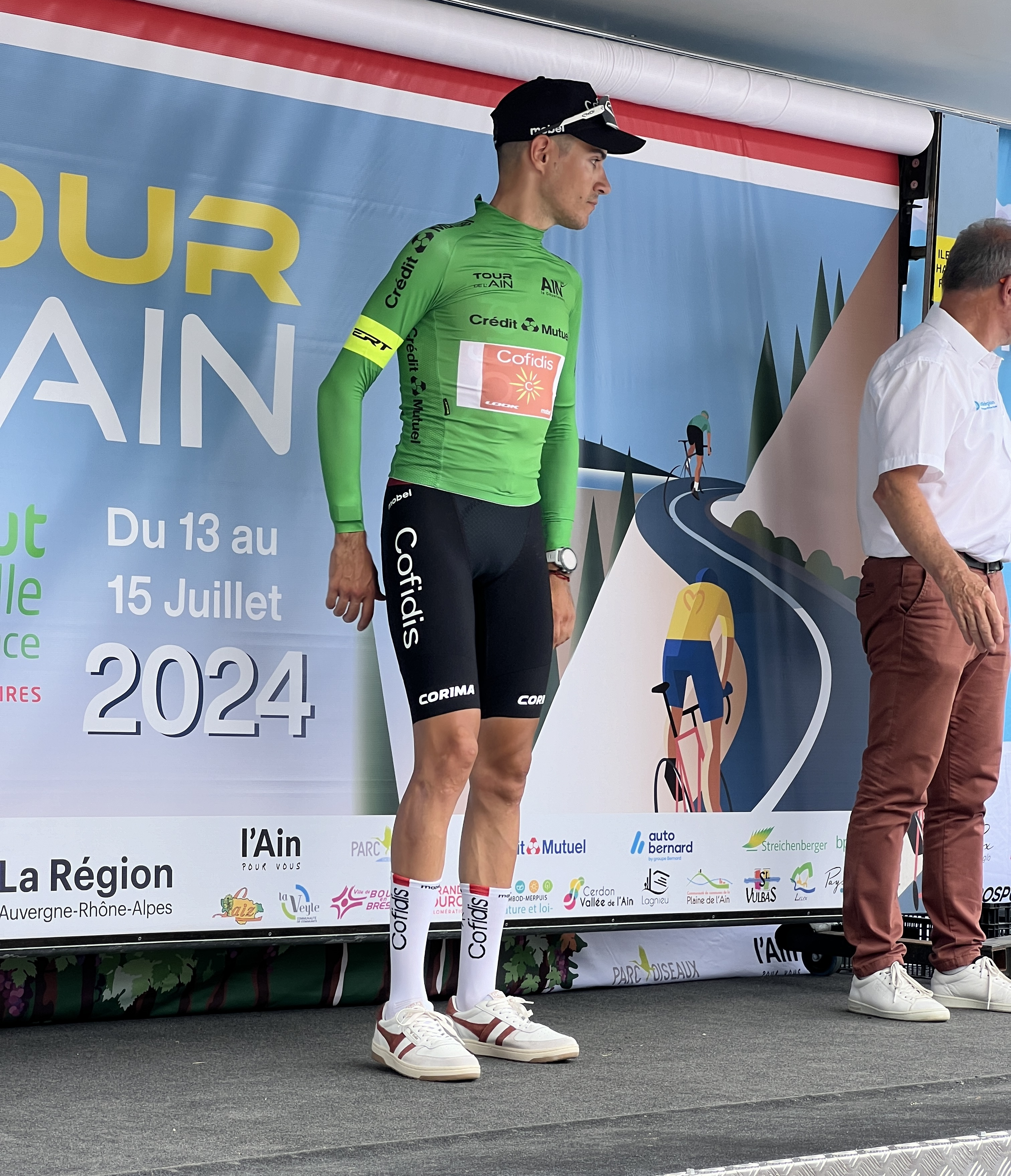
Leader du classement par points : Stefano Oldani.
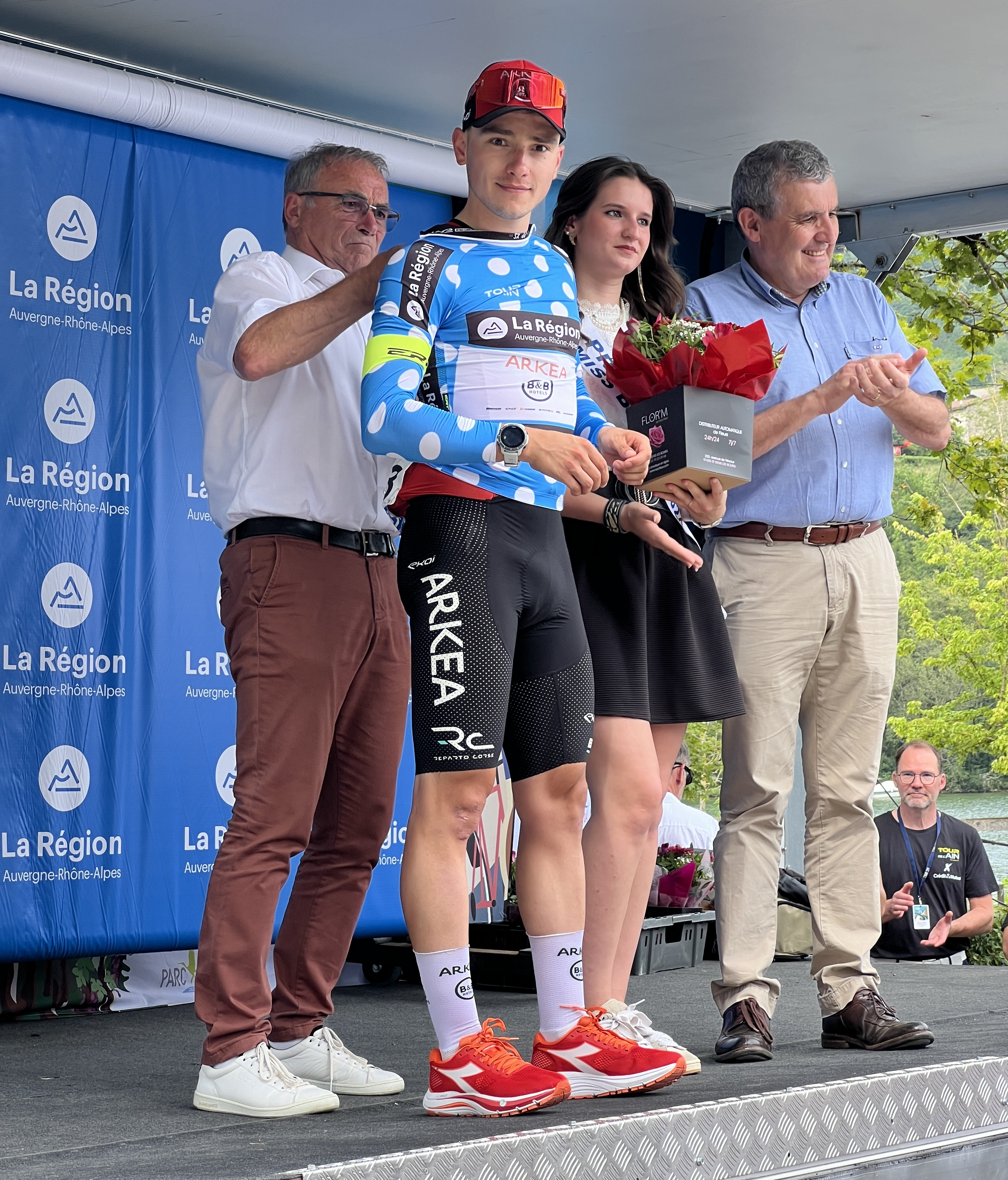
Meilleur grimpeur : Rémi Lelandais.
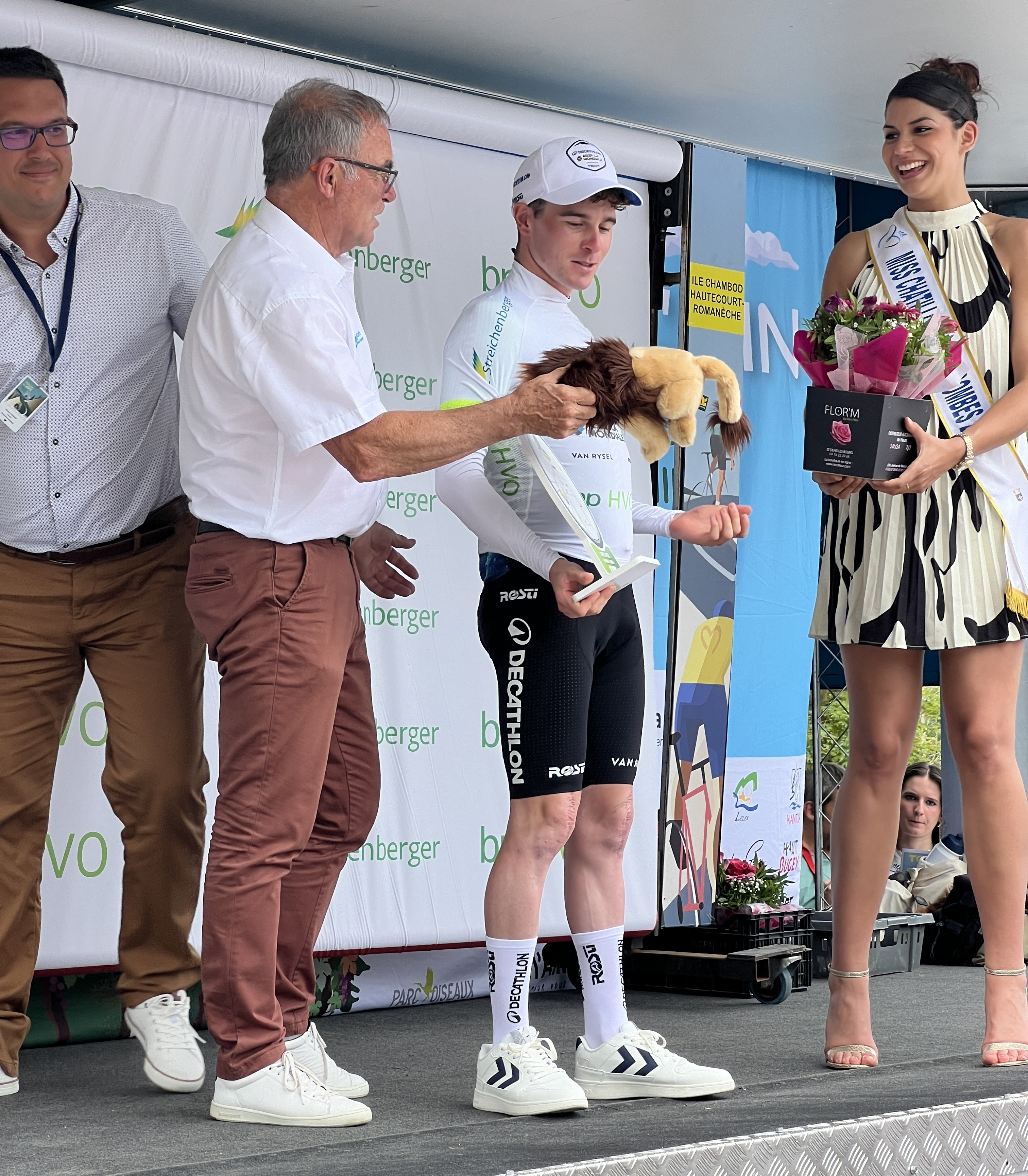
Meilleur jeune : Killian Verschuren.
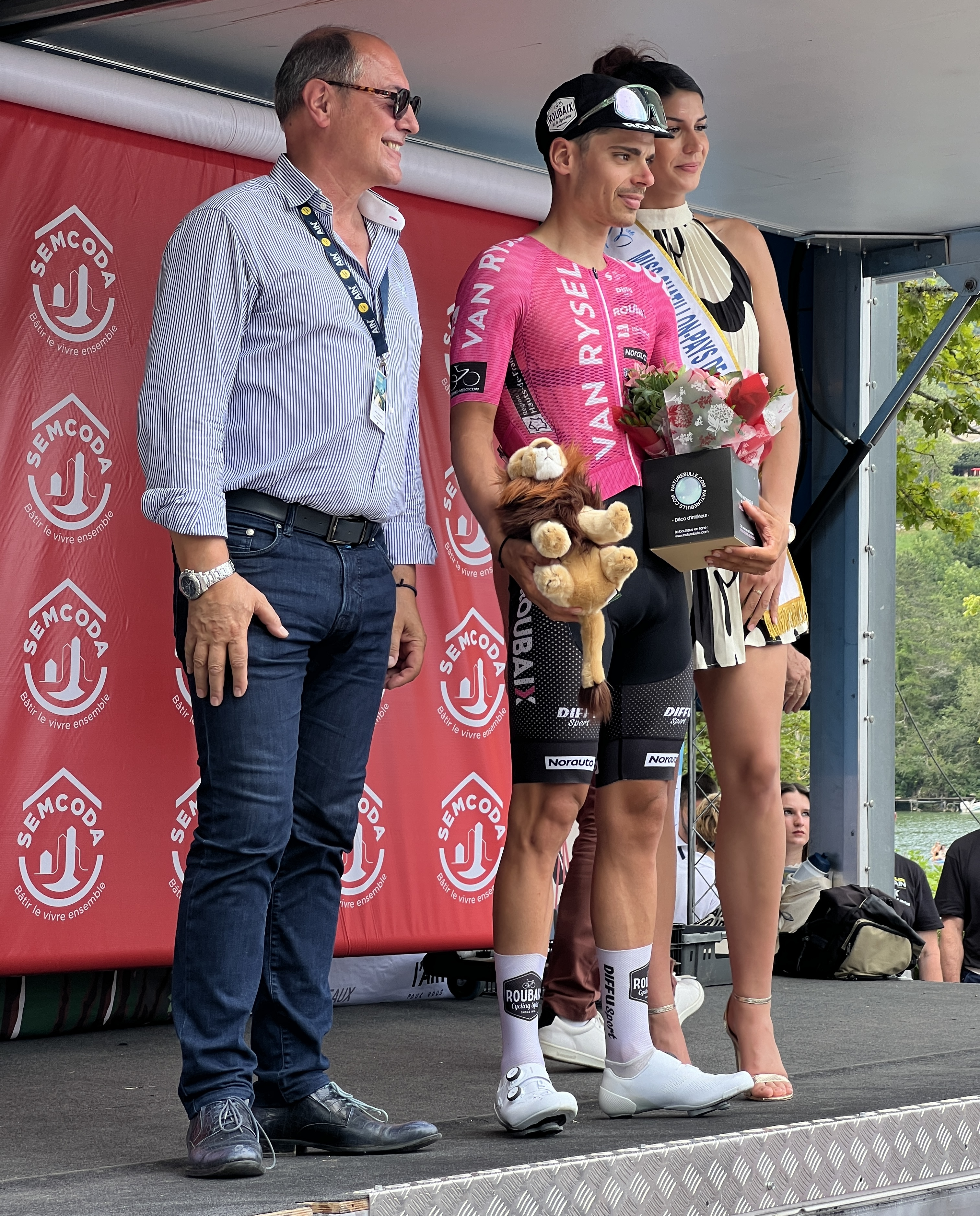
Super-combatif : Maxime Jarnet.
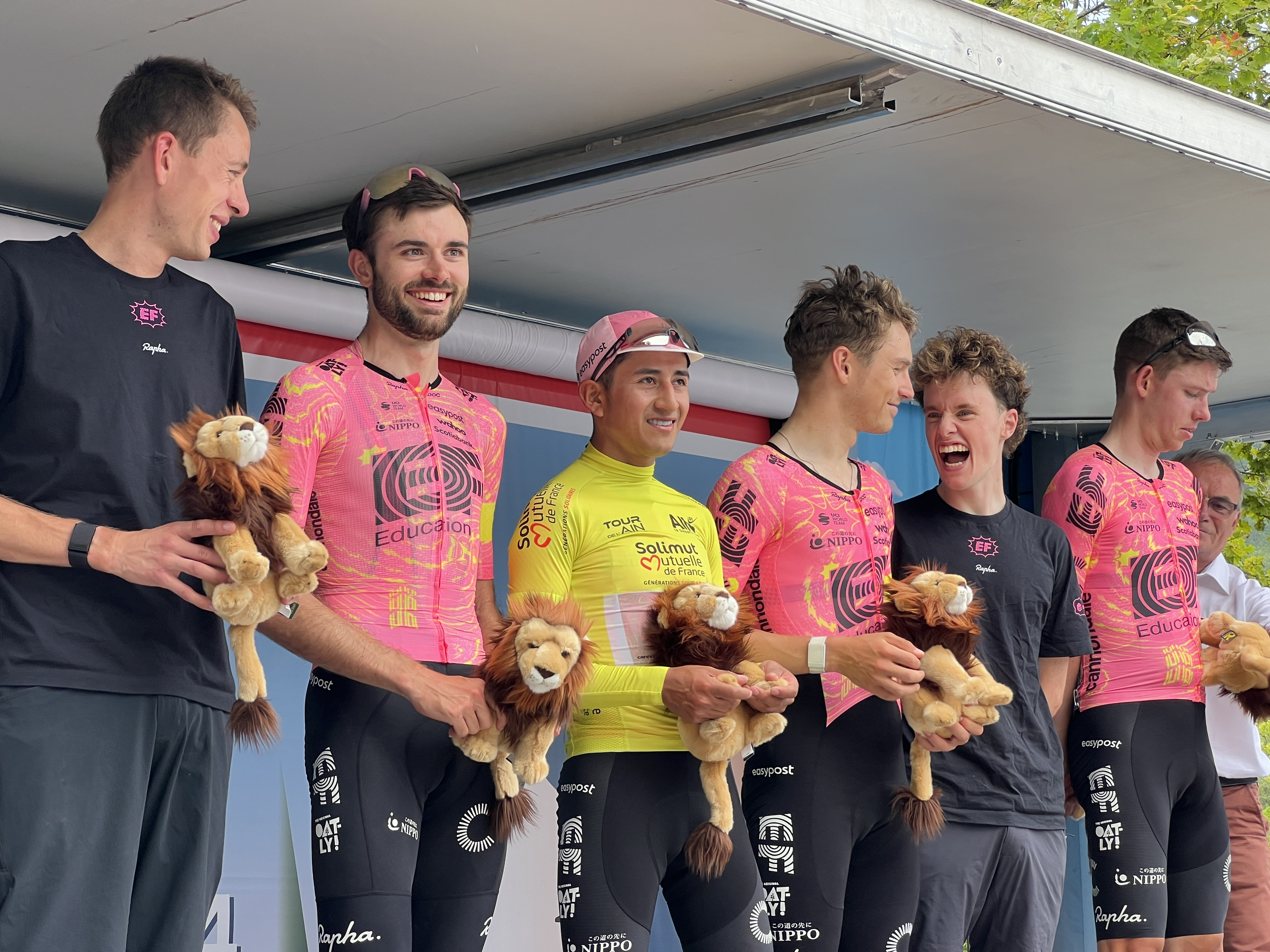
EF Education-EasyPost.

### Classement général
| \| Classement général \| Classement général \| Classement général \| Classement général \| Classement général \| \| Coureur \| Coureur \| Pays \| Équipe \| Temps \| \| ------------------ \| ------------------ \| ------------------ \| --------------------------- \| ------------------ \| \| 1er \| Alexander Cepeda \| Équateur \| EF Education-EasyPost \| 10 h 39 min 23 s \| \| 2e \| Rémi Capron \| France \| Van Rysel-Roubaix \| + 24 s \| \| 3e \| Stefano Oldani \| Italie \| Cofidis \| + 28 s \| \| 4e \| Tom Donnenwirth \| France \| Decathlon-AG2R La Mondiale \| + 28 s \| \| 5e \| Rudy Molard \| France \| Groupama-FDJ \| + 29 s \| \| 6e \| Nicolas Breuillard \| France \| Saint Michel-Mavic-Auber 93 \| + 30 s \| \| 7e \| Victor Lafay \| France \| Decathlon-AG2R La Mondiale \| + 34 s \| \| 8e \| Ben Hermans \| Belgique \| Cofidis \| + 34 s \| \| 9e \| Archie Ryan \| Irlande \| EF Education-EasyPost \| + 34 s \| \| 10e \| Antonio Pedrero \| Espagne \| Movistar Team \| + 34 s \| |                    |          |                             |                  |
| |                    |          |                             |                  |
| Source : ProCyclingStats |                    |          |                             |                  |
| Classement général |                    |          |                             |                  |
| Coureur | Coureur            | Pays     | Équipe                      | Temps            |
| 1er | Alexander Cepeda   | Équateur | EF Education-EasyPost       | 10 h 39 min 23 s |
| 2e | Rémi Capron        | France   | Van Rysel-Roubaix           | + 24 s           |
| 3e | Stefano Oldani     | Italie   | Cofidis                     | + 28 s           |
| 4e | Tom Donnenwirth    | France   | Decathlon-AG2R La Mondiale  | + 28 s           |
| 5e | Rudy Molard        | France   | Groupama-FDJ                | + 29 s           |
| 6e | Nicolas Breuillard | France   | Saint Michel-Mavic-Auber 93 | + 30 s           |
| 7e | Victor Lafay       | France   | Decathlon-AG2R La Mondiale  | + 34 s           |
| 8e | Ben Hermans        | Belgique | Cofidis                     | + 34 s           |
| 9e | Archie Ryan        | Irlande  | EF Education-EasyPost       | + 34 s           |
| 10e | Antonio Pedrero    | Espagne  | Movistar Team               | + 34 s           |

### Classements annexes
| Classement par points | Classement par points | Classement par points | Classement par points       | Classement par points |
| Coureur               | Coureur               | Pays                  | Équipe                      | Points                |
| --------------------- | --------------------- | --------------------- | --------------------------- | --------------------- |
| 1er                   | Stefano Oldani        | Italie                | Cofidis                     | 42 pts                |
| 2e                    | Tom Donnenwirth       | France                | Decathlon-AG2R La Mondiale  | 34 pts                |
| 3e                    | Rudy Molard           | France                | Groupama-FDJ                | 34 pts                |
| 4e                    | Fergus Browning       | Australie             | Trinity Racing              | 33 pts                |
| 5e                    | Rémi Capron           | France                | Van Rysel-Roubaix           | 32 pts                |
| 6e                    | Alexander Cepeda      | Équateur              | EF Education-EasyPost       | 30 pts                |
| 7e                    | Nicolas Breuillard    | France                | Saint Michel-Mavic-Auber 93 | 25 pts                |
| 8e                    | Laurence Pithie       | Nouvelle-Zélande      | Groupama-FDJ                | 20 pts                |
| 9e                    | Archie Ryan           | Irlande               | EF Education-EasyPost       | 17 pts                |
| 10e                   | Antonio Pedrero       | Espagne               | Movistar Team               | 16 pts                |

| Classement par points | Classement par points | Classement par points | Classement par points       | Classement par points |
| Coureur               | Coureur               | Pays                  | Équipe                      | Points                |
| --------------------- | --------------------- | --------------------- | --------------------------- | --------------------- |
| 1er                   | Stefano Oldani        | Italie                | Cofidis                     | 42 pts                |
| 2e                    | Tom Donnenwirth       | France                | Decathlon-AG2R La Mondiale  | 34 pts                |
| 3e                    | Rudy Molard           | France                | Groupama-FDJ                | 34 pts                |
| 4e                    | Fergus Browning       | Australie             | Trinity Racing              | 33 pts                |
| 5e                    | Rémi Capron           | France                | Van Rysel-Roubaix           | 32 pts                |
| 6e                    | Alexander Cepeda      | Équateur              | EF Education-EasyPost       | 30 pts                |
| 7e                    | Nicolas Breuillard    | France                | Saint Michel-Mavic-Auber 93 | 25 pts                |
| 8e                    | Laurence Pithie       | Nouvelle-Zélande      | Groupama-FDJ                | 20 pts                |
| 9e                    | Archie Ryan           | Irlande               | EF Education-EasyPost       | 17 pts                |
| 10e                   | Antonio Pedrero       | Espagne               | Movistar Team               | 16 pts                |

| Classement de la montagne | Classement de la montagne | Classement de la montagne | Classement de la montagne  | Classement de la montagne |
| Coureur                   | Coureur                   | Pays                      | Équipe                     | Points                    |
| ------------------------- | ------------------------- | ------------------------- | -------------------------- | ------------------------- |
| 1er                       | Rémi Lelandais            | France                    | Arkéa-B&B Hotels           | 31 pts                    |
| 2e                        | Robin Plamondon           | Canada                    | CIC U Nantes Atlantique    | 20 pts                    |
| 3e                        | Alexander Cepeda          | Équateur                  | EF Education-EasyPost      | 18 pts                    |
| 4e                        | Geoffrey Bouchard         | France                    | Decathlon-AG2R La Mondiale | 18 pts                    |
| 5e                        | Maxime Jarnet             | France                    | Van Rysel-Roubaix          | 18 pts                    |
| 6e                        | Célestin Guillon          | France                    | Van Rysel-Roubaix          | 15 pts                    |
| 7e                        | Reuben Thompson           | Nouvelle-Zélande          | Groupama-FDJ               | 14 pts                    |
| 8e                        | Tom Donnenwirth           | France                    | Decathlon-AG2R La Mondiale | 12 pts                    |
| 9e                        | Antonio Pedrero           | Espagne                   | Movistar Team              | 11 pts                    |
| 10e                       | Fergus Browning           | Australie                 | Trinity Racing             | 10 pts                    |

| Classement de la montagne | Classement de la montagne | Classement de la montagne | Classement de la montagne  | Classement de la montagne |
| Coureur                   | Coureur                   | Pays                      | Équipe                     | Points                    |
| ------------------------- | ------------------------- | ------------------------- | -------------------------- | ------------------------- |
| 1er                       | Rémi Lelandais            | France                    | Arkéa-B&B Hotels           | 31 pts                    |
| 2e                        | Robin Plamondon           | Canada                    | CIC U Nantes Atlantique    | 20 pts                    |
| 3e                        | Alexander Cepeda          | Équateur                  | EF Education-EasyPost      | 18 pts                    |
| 4e                        | Geoffrey Bouchard         | France                    | Decathlon-AG2R La Mondiale | 18 pts                    |
| 5e                        | Maxime Jarnet             | France                    | Van Rysel-Roubaix          | 18 pts                    |
| 6e                        | Célestin Guillon          | France                    | Van Rysel-Roubaix          | 15 pts                    |
| 7e                        | Reuben Thompson           | Nouvelle-Zélande          | Groupama-FDJ               | 14 pts                    |
| 8e                        | Tom Donnenwirth           | France                    | Decathlon-AG2R La Mondiale | 12 pts                    |
| 9e                        | Antonio Pedrero           | Espagne                   | Movistar Team              | 11 pts                    |
| 10e                       | Fergus Browning           | Australie                 | Trinity Racing             | 10 pts                    |

| Classement du meilleur jeune | Classement du meilleur jeune | Classement du meilleur jeune | Classement du meilleur jeune  | Classement du meilleur jeune |
| Coureur                      | Coureur                      | Pays                         | Équipe                        | Temps                        |
| ---------------------------- | ---------------------------- | ---------------------------- | ----------------------------- | ---------------------------- |
| 1er                          | Killian Verschuren           | France                       | Decathlon-AG2R La Mondiale    | 10 h 42 min 47 s             |
| 2e                           | William Smith                | Royaume-Uni                  | Trinity Racing                | + 17 s                       |
| 3e                           | Vincent John                 | Allemagne                    | Allemagne espoirs             | + 5 min 46 s                 |
| 4e                           | Laurence Pithie              | Nouvelle-Zélande             | Groupama-FDJ                  | + 16 min 31 s                |
| 5e                           | Dean Harvey                  | Irlande                      | Trinity Racing                | + 20 min 14 s                |
| 6e                           | Joseph Pidcock               | Royaume-Uni                  | Trinity Racing                | + 20 min 51 s                |
| 7e                           | Rémi Lelandais               | France                       | Arkéa-B&B Hôtels Continentale | + 23 min 31 s                |
| 8e                           | Lucas Beneteau               | France                       | Saint Michel-Mavic-Auber 93   | + 24 min 28 s                |
| 9e                           | Alex Beldon                  | Royaume-Uni                  | Trinity Racing                | + 24 min 28 s                |
| 10e                          | Hugo Rodriguez               | Colombie                     | Trinity Racing                | + 25 min 10 s                |

| Classement du meilleur jeune | Classement du meilleur jeune | Classement du meilleur jeune | Classement du meilleur jeune  | Classement du meilleur jeune |
| Coureur                      | Coureur                      | Pays                         | Équipe                        | Temps                        |
| ---------------------------- | ---------------------------- | ---------------------------- | ----------------------------- | ---------------------------- |
| 1er                          | Killian Verschuren           | France                       | Decathlon-AG2R La Mondiale    | 10 h 42 min 47 s             |
| 2e                           | William Smith                | Royaume-Uni                  | Trinity Racing                | + 17 s                       |
| 3e                           | Vincent John                 | Allemagne                    | Allemagne espoirs             | + 5 min 46 s                 |
| 4e                           | Laurence Pithie              | Nouvelle-Zélande             | Groupama-FDJ                  | + 16 min 31 s                |
| 5e                           | Dean Harvey                  | Irlande                      | Trinity Racing                | + 20 min 14 s                |
| 6e                           | Joseph Pidcock               | Royaume-Uni                  | Trinity Racing                | + 20 min 51 s                |
| 7e                           | Rémi Lelandais               | France                       | Arkéa-B&B Hôtels Continentale | + 23 min 31 s                |
| 8e                           | Lucas Beneteau               | France                       | Saint Michel-Mavic-Auber 93   | + 24 min 28 s                |
| 9e                           | Alex Beldon                  | Royaume-Uni                  | Trinity Racing                | + 24 min 28 s                |
| 10e                          | Hugo Rodriguez               | Colombie                     | Trinity Racing                | + 25 min 10 s                |

| Classement par équipes | Classement par équipes      | Classement par équipes | Classement par équipes |
| Équipe                 | Équipe                      | Pays                   | Temps                  |
| ---------------------- | --------------------------- | ---------------------- | ---------------------- |
| 1re                    | EF Education-EasyPost       | États-Unis             | 32 h 00 min 54 s       |
| 2e                     | Decathlon-AG2R La Mondiale  | France                 | + 1 min 47 s           |
| 3e                     | Movistar Team               | Espagne                | + 1 min 56 s           |
| 4e                     | Groupama-FDJ                | France                 | + 3 min 14 s           |
| 5e                     | Arkéa-B&B Hotels            | France                 | + 4 min 55 s           |
| 6e                     | Saint Michel-Mavic-Auber 93 | France                 | + 12 min 43 s          |
| 7e                     | Van Rysel-Roubaix           | France                 | + 19 min 40 s          |
| 8e                     | TotalEnergies               | France                 | + 21 min 03 s          |
| 9e                     | Bike Aid                    | Allemagne              | + 31 min 18 s          |
| 10e                    | Trinity Racing              | Royaume-Uni            | + 40 min 25 s          |

| Classement par équipes | Classement par équipes      | Classement par équipes | Classement par équipes |
| Équipe                 | Équipe                      | Pays                   | Temps                  |
| ---------------------- | --------------------------- | ---------------------- | ---------------------- |
| 1re                    | EF Education-EasyPost       | États-Unis             | 32 h 00 min 54 s       |
| 2e                     | Decathlon-AG2R La Mondiale  | France                 | + 1 min 47 s           |
| 3e                     | Movistar Team               | Espagne                | + 1 min 56 s           |
| 4e                     | Groupama-FDJ                | France                 | + 3 min 14 s           |
| 5e                     | Arkéa-B&B Hotels            | France                 | + 4 min 55 s           |
| 6e                     | Saint Michel-Mavic-Auber 93 | France                 | + 12 min 43 s          |
| 7e                     | Van Rysel-Roubaix           | France                 | + 19 min 40 s          |
| 8e                     | TotalEnergies               | France                 | + 21 min 03 s          |
| 9e                     | Bike Aid                    | Allemagne              | + 31 min 18 s          |
| 10e                    | Trinity Racing              | Royaume-Uni            | + 40 min 25 s          |

### Classements UCI
La course attribue le même nombre de points pour l'UCI Europe Tour 2024 et le Classement mondial UCI (pour tous les coureurs).

## Évolution des classements
| Étape              |                           | Vainqueur _      | Classement général | Classement par points | Meilleur grimpeur | Meilleur jeune     | Super-combatif      | Meilleure équipe           |
| ------------------ | ------------------------- | ---------------- | ------------------ | --------------------- | ----------------- | ------------------ | ------------------- | -------------------------- |
| 1re étape          | étape de plaine           | Fergus Browning  | Fergus Browning    | Fergus Browning       | Fergus Browning   | Fergus Browning    | Fergus Browning     | Nice Métropole Côte d'Azur |
| 2e étape           | étape de montagne         | Alexander Cepeda | Alexander Cepeda   | Fergus Browning       | Robin Plamondon   | Killian Verschuren | Célestin Guillon    | EF Education-EasyPost      |
| 3e étape           | étape de moyenne montagne | Rémi Capron      | Alexander Cepeda   | Stefano Oldani        | Rémi Lelandais    | Killian Verschuren | Maximilien Juillard | EF Education-EasyPost      |
| Classements finals | Classements finals        |                  | Alexander Cepeda   | Stefano Oldani        | Rémi Lelandais    | Killian Verschuren | Maxime Jarnet       | EF Education-EasyPost      |

## Liste des participants
| Légende                             | Légende                                                                                                  | Légende                                | Légende                                                                                                  |
| ----------------------------------- | --- | -------------------------------------- | --- |
| Num                                 | Dossard de départ porté par le coureur sur ce Tour de l'Ain                                              | Pos                                    | Position finale au classement général                                                                    |
| Leader du classement général        | Indique le vainqueur du classement général                                                               | Leader du classement par points        | Indique le vainqueur du classement par points                                                            |
| Leader du classement de la montagne | Indique le vainqueur du classement de la montagne                                                        | Leader du classement du meilleur jeune | Indique le vainqueur du classement du meilleur jeune                                                     |
|                                     | Indique un maillot de champion national ou mondial, suivi de sa spécialité                               | #                                      | Indique la meilleure équipe                                                                              |
| NP                                  | Indique un coureur qui n'a pas pris le départ d'une étape, suivi du numéro de l'étape où il s'est retiré | AB                                     | Indique un coureur qui n'a pas terminé une étape, suivi du numéro de l'étape où il s'est retiré          |
| HD                                  | Indique un coureur qui a terminé une étape hors des délais, suivi du numéro de l'étape                   | *                                      | Indique un coureur en lice pour le classement du meilleur jeune (coureurs nés après le 1er janvier 1998) |

| Groupama-FDJ GFC | Groupama-FDJ GFC      | Groupama-FDJ GFC |
| ---------------- | --------------------- | ---------------- |
| Num              | Coureur               | Pos              |
| 1                | Rudy Molard (FRA)     | 5e               |
| 2                | Olivier Le Gac (FRA)  | 46e              |
| 3                | Rémy Rochas (FRA)     | 16e              |
| 4                | Laurence Pithie (NZL) | 47e              |
| 5                | Reuben Thompson (NZL) | 22e              |
| 6                | Samuel Watson (GBR)   | 35e              |

| Decathlon-AG2R La Mondiale DAT | Decathlon-AG2R La Mondiale DAT | Decathlon-AG2R La Mondiale DAT |
| ------------------------------ | ------------------------------ | ------------------------------ |
| Num                            | Coureur                        | Pos                            |
| 11                             | Geoffrey Bouchard (FRA)        | 33e                            |
| 12                             | Jaakko Hänninen (FIN)          | 18e                            |
| 13                             | Victor Lafay (FRA)             | 7e                             |
| 14                             | Edvald Boasson Hagen (NOR)     | 39e                            |
| 15                             | Killian Verschuren (FRA)       | 21e                            |
| 16                             | Tom Donnenwirth (FRA)          | 4e                             |

| EF Education-EasyPost EFE | EF Education-EasyPost EFE | EF Education-EasyPost EFE |
| ------------------------- | ------------------------- | ------------------------- |
| Num                       | Coureur                   | Pos                       |
| 21                        | Simon Carr (GBR)          | 61e                       |
| 22                        | Hugh Carthy (GBR)         | 14e                       |
| 23                        | Alexander Cepeda (ECU)    | 1er                       |
| 24                        | Jack Rootkin-Gray (GBR)   | 67e                       |
| 25                        | Archie Ryan (IRL)         | 9e                        |
| 26                        | Jardi van der Lee (NED)   | 45e                       |

| Arkéa-B&B Hotels ARK | Arkéa-B&B Hotels ARK    | Arkéa-B&B Hotels ARK |
| -------------------- | ----------------------- | -------------------- |
| Num                  | Coureur                 | Pos                  |
| 31                   | Simon Guglielmi (FRA)   | 20e                  |
| 32                   | Anthony Delaplace (FRA) | 19e                  |
| 33                   | Rémi Lelandais (FRA)    | 55e                  |
| 34                   | Michel Ries (LUX)       | 11e                  |
| 35                   | Clément Venturini (FRA) | 42e                  |
| 36                   | Martin Tjøtta (NOR)     | 40e                  |

| CIC U Nantes Atlantique UCN | CIC U Nantes Atlantique UCN | CIC U Nantes Atlantique UCN |
| --------------------------- | --------------------------- | --------------------------- |
| Num                         | Coureur                     | Pos                         |
| 41                          | Clément Braz Afonso (FRA)   | 13e                         |
| 42                          | Enzo Boulet (FRA)           | AB-3                        |
| 43                          | Artus Jaladeau (FRA)        | AB-3                        |
| 44                          | Antoine Hue (FRA)           | 66e                         |
| 45                          | Maël Guégan (FRA)           | 49e                         |
| 46                          | Robin Plamondon (CAN)       | 59e                         |

| Cofidis COF | Cofidis COF           | Cofidis COF |
| ----------- | --------------------- | ----------- |
| Num         | Coureur               | Pos         |
| 51          | Stefano Oldani (ITA)  | 3e          |
| 52          | Thomas Champion (FRA) | 43e         |
| 53          | Kenny Elissonde (FRA) | NP-3        |
| 54          | Rubén Fernández (ESP) | AB-3        |
| 55          | Ben Hermans (BEL)     | 8e          |
| 56          | Hugo Toumire (FRA)    | 50e         |

| Saint Michel-Mavic-Auber 93 AUB | Saint Michel-Mavic-Auber 93 AUB | Saint Michel-Mavic-Auber 93 AUB |
| ------------------------------- | ------------------------------- | ------------------------------- |
| Num                             | Coureur                         | Pos                             |
| 61                              | Alexandre Delettre (FRA)        | 31e                             |
| 62                              | Nicolas Breuillard (FRA)        | 6e                              |
| 63                              | Lucas Beneteau (FRA)            | 57e                             |
| 64                              | Théo Delacroix (FRA)            | 54e                             |
| 65                              | Joris Delbove (FRA)             | 17e                             |
| 66                              | Jérémy Lecroq (FRA)             | AB-3                            |

| Van Rysel-Roubaix VRR | Van Rysel-Roubaix VRR     | Van Rysel-Roubaix VRR |
| --------------------- | ------------------------- | --------------------- |
| Num                   | Coureur                   | Pos                   |
| 71                    | Emmanuel Morin (FRA)      | AB-3                  |
| 72                    | Rémi Capron (FRA)         | 2e                    |
| 73                    | Célestin Guillon (FRA)    | 44e                   |
| 74                    | Maxime Jarnet (FRA)       | 48e                   |
| 75                    | Maximilien Juillard (FRA) | 30e                   |
| 76                    | Kenny Molly (BEL)         | 34e                   |

| TotalEnergies TEN | TotalEnergies TEN       | TotalEnergies TEN |
| ----------------- | ----------------------- | ----------------- |
| Num               | Coureur                 | Pos               |
| 81                | Fabien Doubey (FRA)     | 25e               |
| 82                | Alan Jousseaume (FRA)   | 29e               |
| 83                | Paul Ourselin (FRA)     | 38e               |
| 84                | Jason Tesson (FRA)      | 51e               |
| 85                | Pierre Latour (FRA)     | 37e               |
| 86                | Alexis Vuillermoz (FRA) | 26e               |

| Allemagne espoirs GER | Allemagne espoirs GER | Allemagne espoirs GER |
| --------------------- | --------------------- | --------------------- |
| Num                   | Coureur               | Pos                   |
| 91                    | Moritz Binder         | AB-3                  |
| 92                    | Vincent John          | 27e                   |
| 93                    | Roger Kluge           | 63e                   |
| 94                    | Jan Rinklef           | NP-1                  |
| 95                    | Tobias Müller         | AB-3                  |
| 96                    | Theo Reinhardt        | 62e                   |

| Nice Métropole Côte d'Azur NMC | Nice Métropole Côte d'Azur NMC | Nice Métropole Côte d'Azur NMC |
| ------------------------------ | ------------------------------ | ------------------------------ |
| Num                            | Coureur                        | Pos                            |
| 101                            | Paul Hennequin (FRA)           | AB-3                           |
| 102                            | Jonathan Couanon (FRA)         | 41e                            |
| 103                            | Andrea Mifsud                  | 65e                            |
| 104                            | Alexander Konijn (NED)         | AB-3                           |
| 105                            | Noah Knecht (FRA)              | AB-3                           |
| 106                            | Alexandre Léonien (FRA)        | AB-2                           |

| Movistar Team MOV | Movistar Team MOV     | Movistar Team MOV |
| ----------------- | --------------------- | ----------------- |
| Num               | Coureur               | Pos               |
| 111               | Rémi Cavagna (FRA)    | 56e               |
| 112               | Davide Cimolai (ITA)  | AB-3              |
| 113               | Ruben Guerreiro (POR) | 28e               |
| 114               | Antonio Pedrero (ESP) | 10e               |
| 115               | Sergio Samitier (ESP) | 12e               |
| 116               | Iván Sosa (COL)       | 15e               |

| Bike Aid BAI | Bike Aid BAI          | Bike Aid BAI |
| ------------ | --------------------- | ------------ |
| Num          | Coureur               | Pos          |
| 121          | Antoine Berlin (MON)  | 36e          |
| 122          | Yoel Habteab (ERI)    | AB-2         |
| 123          | Dawit Yemane (ERI)    | 24e          |
| 124          | Máté Balázs (GER)     | AB-3         |
| 125          | Oliver Mattheis (GER) | 32e          |
| 126          | Leslie Lührs (GER)    | AB-3         |

| Trinity Racing TRI | Trinity Racing TRI    | Trinity Racing TRI |
| ------------------ | --------------------- | ------------------ |
| Num                | Coureur               | Pos                |
| 131                | Joseph Pidcock (GBR)  | 53e                |
| 132                | William Smith (GBR)   | 23e                |
| 133                | Fergus Browning (AUS) | 64e                |
| 134                | Dean Harvey (IRL)     | 52e                |
| 135                | Alex Beldon (GBR)     | 58e                |
| 136                | Hugo Rodriguez (COL)  | 60e                |

| Groupama-FDJ GFC | Groupama-FDJ GFC      | Groupama-FDJ GFC |
| ---------------- | --------------------- | ---------------- |
| Num              | Coureur               | Pos              |
| 1                | Rudy Molard (FRA)     | 5e               |
| 2                | Olivier Le Gac (FRA)  | 46e              |
| 3                | Rémy Rochas (FRA)     | 16e              |
| 4                | Laurence Pithie (NZL) | 47e              |
| 5                | Reuben Thompson (NZL) | 22e              |
| 6                | Samuel Watson (GBR)   | 35e              |

| Decathlon-AG2R La Mondiale DAT | Decathlon-AG2R La Mondiale DAT | Decathlon-AG2R La Mondiale DAT |
| ------------------------------ | ------------------------------ | ------------------------------ |
| Num                            | Coureur                        | Pos                            |
| 11                             | Geoffrey Bouchard (FRA)        | 33e                            |
| 12                             | Jaakko Hänninen (FIN)          | 18e                            |
| 13                             | Victor Lafay (FRA)             | 7e                             |
| 14                             | Edvald Boasson Hagen (NOR)     | 39e                            |
| 15                             | Killian Verschuren (FRA)       | 21e                            |
| 16                             | Tom Donnenwirth (FRA)          | 4e                             |

| EF Education-EasyPost EFE | EF Education-EasyPost EFE | EF Education-EasyPost EFE |
| ------------------------- | ------------------------- | ------------------------- |
| Num                       | Coureur                   | Pos                       |
| 21                        | Simon Carr (GBR)          | 61e                       |
| 22                        | Hugh Carthy (GBR)         | 14e                       |
| 23                        | Alexander Cepeda (ECU)    | 1er                       |
| 24                        | Jack Rootkin-Gray (GBR)   | 67e                       |
| 25                        | Archie Ryan (IRL)         | 9e                        |
| 26                        | Jardi van der Lee (NED)   | 45e                       |

| Arkéa-B&B Hotels ARK | Arkéa-B&B Hotels ARK    | Arkéa-B&B Hotels ARK |
| -------------------- | ----------------------- | -------------------- |
| Num                  | Coureur                 | Pos                  |
| 31                   | Simon Guglielmi (FRA)   | 20e                  |
| 32                   | Anthony Delaplace (FRA) | 19e                  |
| 33                   | Rémi Lelandais (FRA)    | 55e                  |
| 34                   | Michel Ries (LUX)       | 11e                  |
| 35                   | Clément Venturini (FRA) | 42e                  |
| 36                   | Martin Tjøtta (NOR)     | 40e                  |

| CIC U Nantes Atlantique UCN | CIC U Nantes Atlantique UCN | CIC U Nantes Atlantique UCN |
| --------------------------- | --------------------------- | --------------------------- |
| Num                         | Coureur                     | Pos                         |
| 41                          | Clément Braz Afonso (FRA)   | 13e                         |
| 42                          | Enzo Boulet (FRA)           | AB-3                        |
| 43                          | Artus Jaladeau (FRA)        | AB-3                        |
| 44                          | Antoine Hue (FRA)           | 66e                         |
| 45                          | Maël Guégan (FRA)           | 49e                         |
| 46                          | Robin Plamondon (CAN)       | 59e                         |

| Cofidis COF | Cofidis COF           | Cofidis COF |
| ----------- | --------------------- | ----------- |
| Num         | Coureur               | Pos         |
| 51          | Stefano Oldani (ITA)  | 3e          |
| 52          | Thomas Champion (FRA) | 43e         |
| 53          | Kenny Elissonde (FRA) | NP-3        |
| 54          | Rubén Fernández (ESP) | AB-3        |
| 55          | Ben Hermans (BEL)     | 8e          |
| 56          | Hugo Toumire (FRA)    | 50e         |

| Saint Michel-Mavic-Auber 93 AUB | Saint Michel-Mavic-Auber 93 AUB | Saint Michel-Mavic-Auber 93 AUB |
| ------------------------------- | ------------------------------- | ------------------------------- |
| Num                             | Coureur                         | Pos                             |
| 61                              | Alexandre Delettre (FRA)        | 31e                             |
| 62                              | Nicolas Breuillard (FRA)        | 6e                              |
| 63                              | Lucas Beneteau (FRA)            | 57e                             |
| 64                              | Théo Delacroix (FRA)            | 54e                             |
| 65                              | Joris Delbove (FRA)             | 17e                             |
| 66                              | Jérémy Lecroq (FRA)             | AB-3                            |

| Van Rysel-Roubaix VRR | Van Rysel-Roubaix VRR     | Van Rysel-Roubaix VRR |
| --------------------- | ------------------------- | --------------------- |
| Num                   | Coureur                   | Pos                   |
| 71                    | Emmanuel Morin (FRA)      | AB-3                  |
| 72                    | Rémi Capron (FRA)         | 2e                    |
| 73                    | Célestin Guillon (FRA)    | 44e                   |
| 74                    | Maxime Jarnet (FRA)       | 48e                   |
| 75                    | Maximilien Juillard (FRA) | 30e                   |
| 76                    | Kenny Molly (BEL)         | 34e                   |

| TotalEnergies TEN | TotalEnergies TEN       | TotalEnergies TEN |
| ----------------- | ----------------------- | ----------------- |
| Num               | Coureur                 | Pos               |
| 81                | Fabien Doubey (FRA)     | 25e               |
| 82                | Alan Jousseaume (FRA)   | 29e               |
| 83                | Paul Ourselin (FRA)     | 38e               |
| 84                | Jason Tesson (FRA)      | 51e               |
| 85                | Pierre Latour (FRA)     | 37e               |
| 86                | Alexis Vuillermoz (FRA) | 26e               |

| Allemagne espoirs GER | Allemagne espoirs GER | Allemagne espoirs GER |
| --------------------- | --------------------- | --------------------- |
| Num                   | Coureur               | Pos                   |
| 91                    | Moritz Binder         | AB-3                  |
| 92                    | Vincent John          | 27e                   |
| 93                    | Roger Kluge           | 63e                   |
| 94                    | Jan Rinklef           | NP-1                  |
| 95                    | Tobias Müller         | AB-3                  |
| 96                    | Theo Reinhardt        | 62e                   |

| Nice Métropole Côte d'Azur NMC | Nice Métropole Côte d'Azur NMC | Nice Métropole Côte d'Azur NMC |
| ------------------------------ | ------------------------------ | ------------------------------ |
| Num                            | Coureur                        | Pos                            |
| 101                            | Paul Hennequin (FRA)           | AB-3                           |
| 102                            | Jonathan Couanon (FRA)         | 41e                            |
| 103                            | Andrea Mifsud                  | 65e                            |
| 104                            | Alexander Konijn (NED)         | AB-3                           |
| 105                            | Noah Knecht (FRA)              | AB-3                           |
| 106                            | Alexandre Léonien (FRA)        | AB-2                           |

| Movistar Team MOV | Movistar Team MOV     | Movistar Team MOV |
| ----------------- | --------------------- | ----------------- |
| Num               | Coureur               | Pos               |
| 111               | Rémi Cavagna (FRA)    | 56e               |
| 112               | Davide Cimolai (ITA)  | AB-3              |
| 113               | Ruben Guerreiro (POR) | 28e               |
| 114               | Antonio Pedrero (ESP) | 10e               |
| 115               | Sergio Samitier (ESP) | 12e               |
| 116               | Iván Sosa (COL)       | 15e               |

| Bike Aid BAI | Bike Aid BAI          | Bike Aid BAI |
| ------------ | --------------------- | ------------ |
| Num          | Coureur               | Pos          |
| 121          | Antoine Berlin (MON)  | 36e          |
| 122          | Yoel Habteab (ERI)    | AB-2         |
| 123          | Dawit Yemane (ERI)    | 24e          |
| 124          | Máté Balázs (GER)     | AB-3         |
| 125          | Oliver Mattheis (GER) | 32e          |
| 126          | Leslie Lührs (GER)    | AB-3         |

| Trinity Racing TRI | Trinity Racing TRI    | Trinity Racing TRI |
| ------------------ | --------------------- | ------------------ |
| Num                | Coureur               | Pos                |
| 131                | Joseph Pidcock (GBR)  | 53e                |
| 132                | William Smith (GBR)   | 23e                |
| 133                | Fergus Browning (AUS) | 64e                |
| 134                | Dean Harvey (IRL)     | 52e                |
| 135                | Alex Beldon (GBR)     | 58e                |
| 136                | Hugo Rodriguez (COL)  | 60e                |